# Komsomol

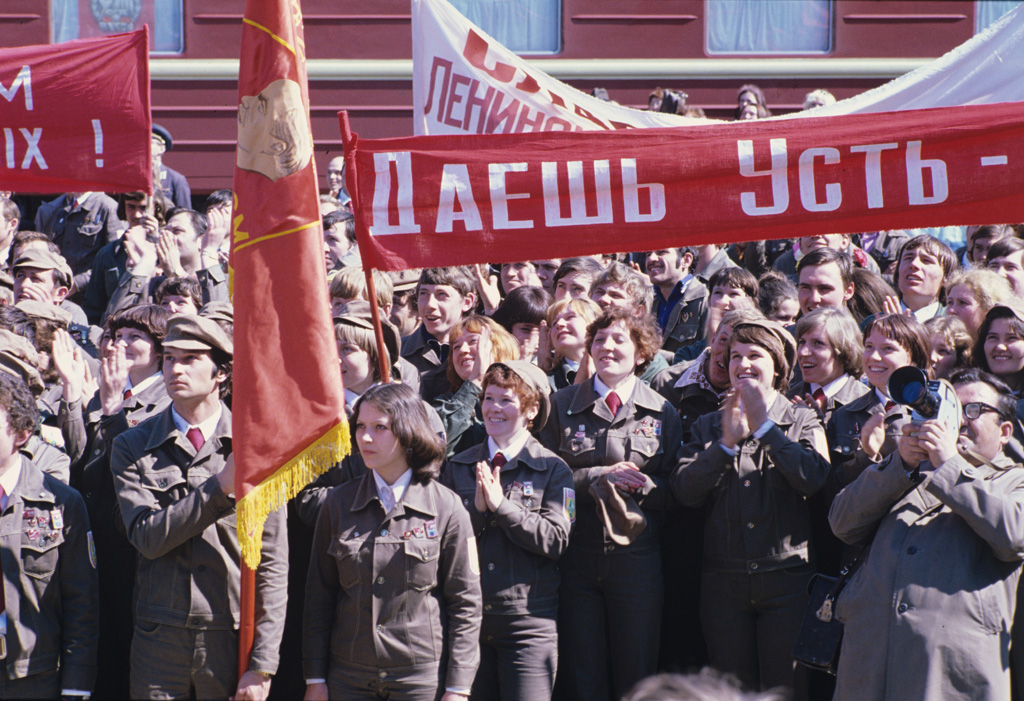
Komsomol (1979)

Komsomol (russisch Комсомол) war die Jugendorganisation der KPdSU. Das Silbenkurzwort wird aus den Anfangssilben der Wörter Коммунистический союз молодёжи („Kommunistischer Jugendverband“) gebildet. Der vollständige Name lautet Всесоюзный ленинский коммунистический союз молодёжи, ВЛКСМ (WLKSM, Ausspracheⓘ), deutsch „Leninscher Kommunistischer Allunions-Jugendverband“. Die sowjetische Massenorganisation wurde am 29. Oktober 1918 gegründet und hatte damals 22.000 Mitglieder.

## Geschichte

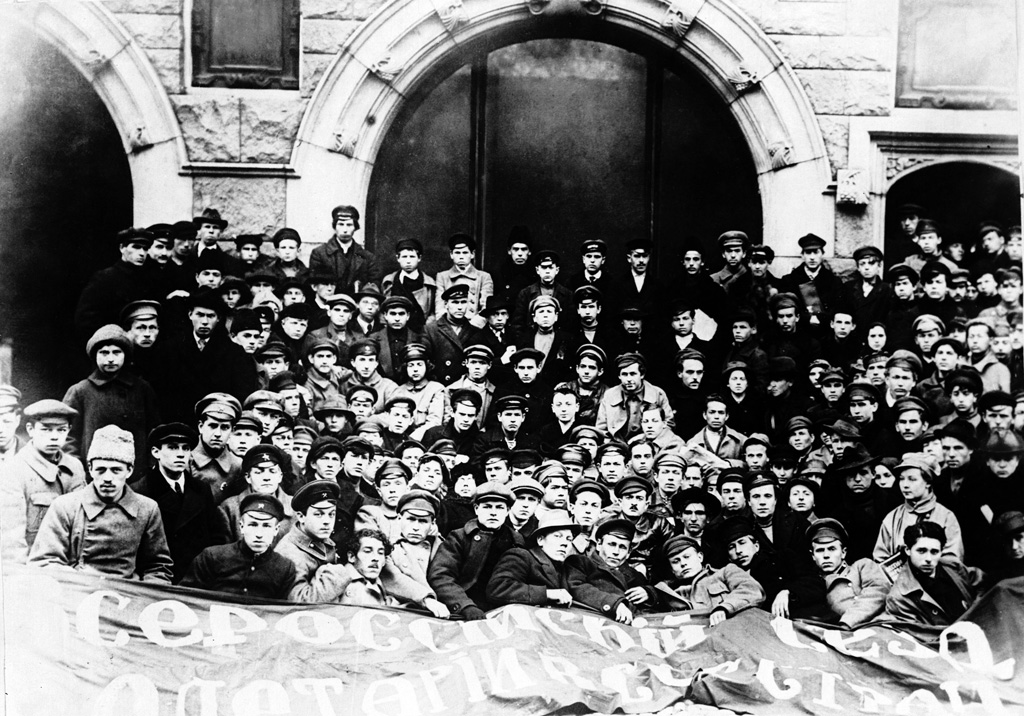
Delegierte des Ersten Allrussischen Kongresses der Arbeiter- und Bauernjugend, später Komsomol, im Oktober 1918

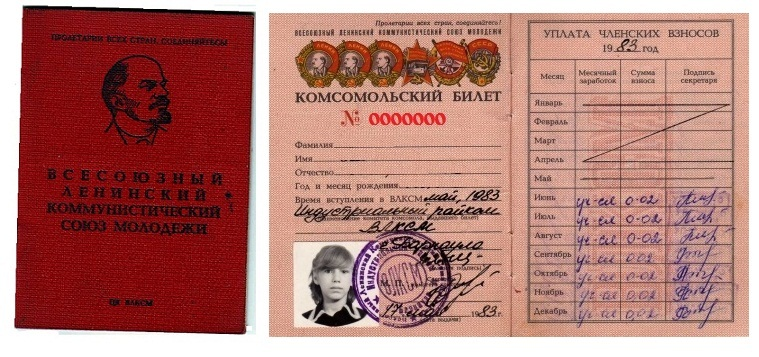
Mitgliedsausweis (1983)

Der Komsomol war die Nachwuchsorganisation der KP Russlands, sein Ziel war die Erziehung der Jugend nach den Idealen des Kommunismus. Auf dem dritten Kongress des Komsomol (2.–10. Oktober 1920) forderte Lenin, die Jugend solle den Kommunismus studieren. Das Ziel war eine Gesellschaft des sozialistischen Aufbaus („Die Jugend – Erbauer des Sozialismus“, Breschnew). Gegründet wurde die Organisation auf dem ersten Kongress der Verbände der Arbeiter- und Bauernjugend vom 29. Oktober bis zum 4. November 1918. Der Name lautete anfangs „Russischer Kommunistischer Jugendverband“. Die Organisation hatte einen direkten Zugang zur Macht. Die sowjetische Verfassung von 1977 verlieh ihr sogar das Recht zur Gesetzesinitiative sowie das Recht, Kandidaten für Wahlen der Volksvertretungen aufzustellen. In der Hierarchie der sowjetischen Organisationen stand der Komsomol direkt hinter Gewerkschaften und Partei. Seine Funktionäre stellten die Parteielite in der UdSSR (z. B. Juri Andropow). 1977 stellten die Komsomolzen in den regionalen Räten 32,4 Prozent der Deputierten in der Altersgruppe bis 30. 1975 waren rund 70 Prozent der Mitglieder der KPdSU auch im Komsomol.
Der Komsomol nahm sowohl am Bürgerkrieg als auch an den Kampagnen der späten 1920er und 1930er Jahre zur Industrialisierung und Kollektivierung in der Sowjetunion teil. Er war Mitglied des Weltbundes der Demokratischen Jugend (WBDJ) und des Internationalen Studentenbundes (ISB).
In den 1970er und 1980er Jahren waren etwa 40 Millionen Menschen im Alter von 14 bis 28 Jahren Komsomolzen (Комсомольцы, Einzahl: Комсомолец), wobei die Funktionäre der Gruppe, sogenannte Aktivisten, meist deutlich älter waren. Nach dem gescheiterten Augustputsch konservativer kommunistischer Militärs gegen Michail Gorbatschow vom 19. August 1991 wurde der Komsomol verboten.
Nach dem Vorbild des Komsomol haben die meisten Parteien in Russland eine Jugendorganisation. Die von 2005 bis 2013 bestehende Jugendfraktion der Präsidenten-Partei Einiges Russland beispielsweise hieß Die Unseren.

## Tätigkeit
In den 1920er Jahren spielte der Komsomol eine wichtige Rolle beim Aufbau der Schwerindustrie in der Sowjetunion. „Rekrutierung“ war die Losung auf dem VII. Kongress des Komsomol 1926. In der Folge fuhren 200.000 Komsomolzen auf die sogenannten großen Baustellen des Sozialismus sowie 66.000 an den Ural.
Größtes Werk ist die ab 1932 errichtete Stadt Komsomolsk am Amur. Der Komsomol baute auch an anderen Projekten wie der Turkestan-Sibirischen Eisenbahn oder Magnitogorsk (Bau 1929–1931).
Zu Zeiten der Kollektivierung in der Landwirtschaft wurden auf den Dörfern 140.000 Komsomolzen rekrutiert. Die Tätigkeit des Komsomol auf dem Lande trug zur Verringerung des Analphabetismus bei.
In den Jahren 1971–1975 waren am Bau von 670 Objekten etwa 500.000 Komsomolzen beteiligt. Hierzu zählten das LKW-Werk KAMAZ, die Baikal-Amur-Eisenbahnlinie, die im Rahmen des Rates für gegenseitige Wirtschaftshilfe (RGW) errichtete Atomkraftwerk-Fabrik Atommasch in Wolgodonsk, Anlagen der Erdgas- und Erdölgewinnung in Sibirien, ein Elektrometallurgie-Kombinat in Oskol sowie Projekte zur Urbarmachung unfruchtbaren Landes.
In den 1970er Jahren wurden 10.000 Dorfschulen errichtet, in denen 98.000 Menschen lehrten und arbeiteten. Durch diese Bildungseinrichtungen wurden im Laufe der Zeit 19 Millionen Menschen erreicht. Ein wichtiger Teil der Erziehungsarbeit war die Schulung von Funktionären für die Pionierorganisation Wladimir Iljitsch Lenin, die dem Komsomol für jüngere Kinder und Jugendliche angegliedert war und deren Organisation 25 Millionen Kinder durchliefen.
Der Komsomol beteiligte sich und organisierte auch die sogenannten Subbotniks – freiwillige Arbeitseinsätze an Samstagen.
Während des Zweiten Weltkrieges waren Komsomolzen im Einsatz in den Jungen Garden.
Das erste Atom-U-Boot der Sowjetunion, die Leninski Komsomol, wurde nach der Organisation benannt.
Es gab eine Kampagne zur Erschließung neuer Gebiete zur landwirtschaftlichen Nutzung im Grenzgebiet von Südsibirien und Nordkasachstan.
Zentrales Presseorgan war die Komsomolskaja Prawda (Auflage 10 Millionen). Der Komsomol gab 159 Jugend- und Kinderzeitungen mit einer Auflage von 40 Millionen Exemplaren heraus, darunter die Zeitschriften Komsomolskaja Shisn (Komsomol-Leben) und Molodoj Kommunist (Junger Kommunist).
Daneben erschienen 43 Millionen Bücher. Der Komsomol hatte drei Verlage (u. a. Junge Garde) und 122 regionale Fernsehstudios sowie die Radiostation Junost mit 154 Redaktionen. Außerdem betrieb der Komsomol das Jugend-Reisebüro Sputnik.

## Organisation

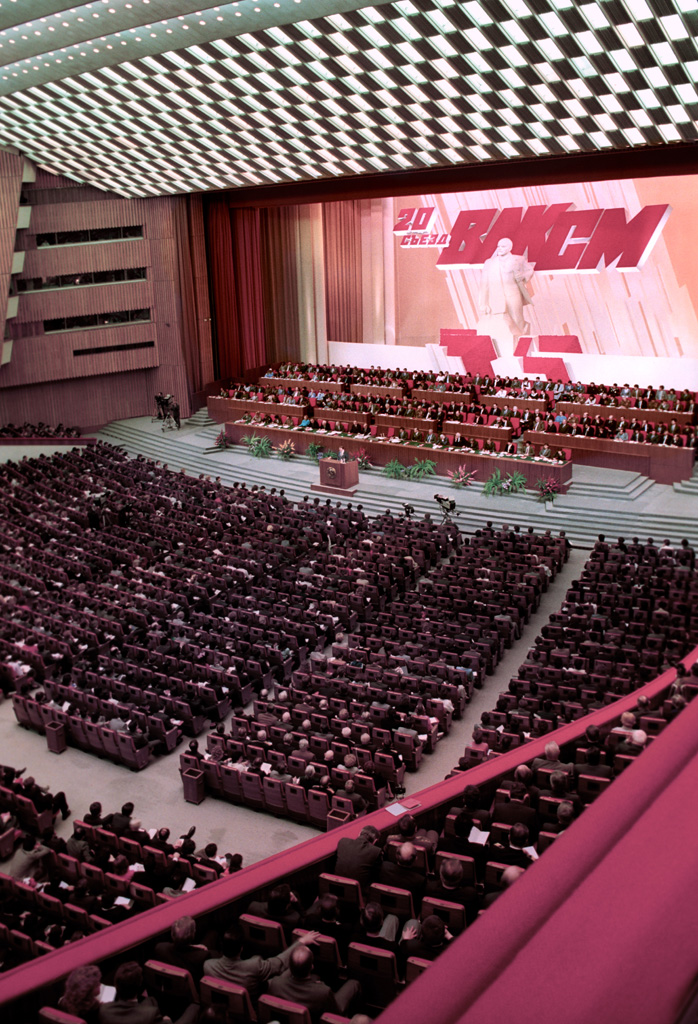
20. Kongress des Komsomol (1987)

### Führung
Höchstes Organ des Komsomol war der Komsomolkongress, der das Zentralkomitee wählte, welches die Tätigkeiten zwischen den Kongressen leitete. 1987 richtete sich der 20. Kongress mit Ansätzen von kapitalistischen Experimenten als erste der sowjetischen Massenorganisationen neu aus.
Die Organisation stützte sich auf einen demokratischen Zentralismus. Führungsorgane waren die Generalversammlung, Regionalkonferenzen und der Kongress. Auf diesen Ebenen gab es Büros und Komitees. Der Kongress fand alle vier Jahre statt. Hier wurde die bisherige Arbeit bewertet und die zukünftige Linie ausgegeben. Zudem fand die Wahl des Zentralkomitees sowie der zentralen Kontrollkommission statt. Das Zentralkomitee tagte alle sechs Monate. Es wählte ein Politbüro und für Exekutivtätigkeiten ein Sekretariat.

### Struktur
Es gab Basisorganisationen, die praktisch in jedem Werk / in jeder Fabrik und an jeder Hochschule bzw. Universität existierten.

Es existierten weiterhin 428.000 Ortsgruppen, 4308 Stadt- und Regionalgruppen und 155 Bezirks- und Kreisgruppen.

Nach den jeweiligen Sowjetrepubliken war der Komsomol in 14 Einheiten unterteilt.

### Zusammensetzung
Die 1970er Jahre waren die Blütezeit der Organisation. Nach Schätzungen gehörten ihr 2/3 der sowjetischen Bevölkerung an. In den Jahren 1978 und 1979 umfasste sie 60 Prozent der Jugend, was 38 Millionen Menschen entsprach. Rund 58 Prozent waren in der Wirtschaft der UdSSR beschäftigt. In der Zeit Breschnews wurde der Komsomol zur Massenorganisation, wobei der Großteil der Mitglieder aus passiven Beitragszahlern bestand. Zu dieser Zeit verlor der Komsomol den Charakter einer Arbeiter- und Bauernorganisation. Etwa 42 Prozent seiner Angehörigen waren Schüler und Studenten, 35 Prozent Arbeiter, 7 Prozent Bauern und 16 Prozent Funktionäre des Staatsapparates. Jeder fünfte Lehrer, jeder vierte Wissenschaftler war am Ende der 1970er Jahre Komsomolze. Im Laufe von 60 Jahren ihrer Existenz durchliefen die Organisation 120 Millionen Menschen. So startete z. B. auch der letzte Vorsitzende der Deutsch-Russischen Freundschaftsgruppe Waleri Ponomarjow 1984 seine politische Karriere als Sekretär eines Komsomol-Bezirkskomitees.

## Auflösung
Nach den Reformen Gorbatschows verlor die Organisation völlig ihre Bedeutung und hat sich 1991 beim XXII. außerordentlichen Kongress im Rahmen des Zerfalls der Sowjetunion selbst aufgelöst. Das Zentralorgan Komsomolskaja Prawda existiert dagegen als unabhängige Zeitung bis heute. Es bestehen mehrere Komsomol-Nachfolger wie etwa die Belarussische Republikanische Junge Union. Die Jugendorganisationen einiger Nachfolgeparteien der KPdSU tragen bis heute den Namen Komsomol.

## Galerie

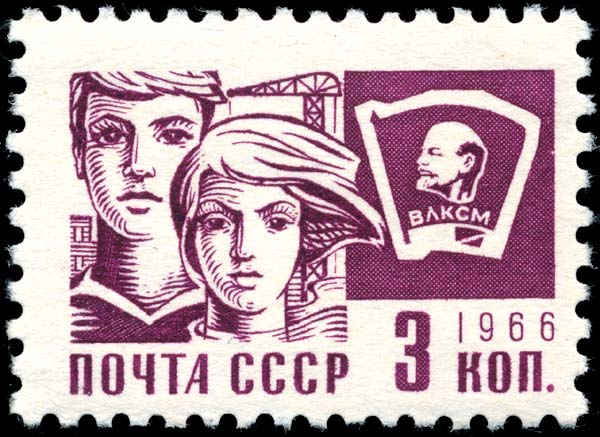
Sowjetische Briefmarke (1966)
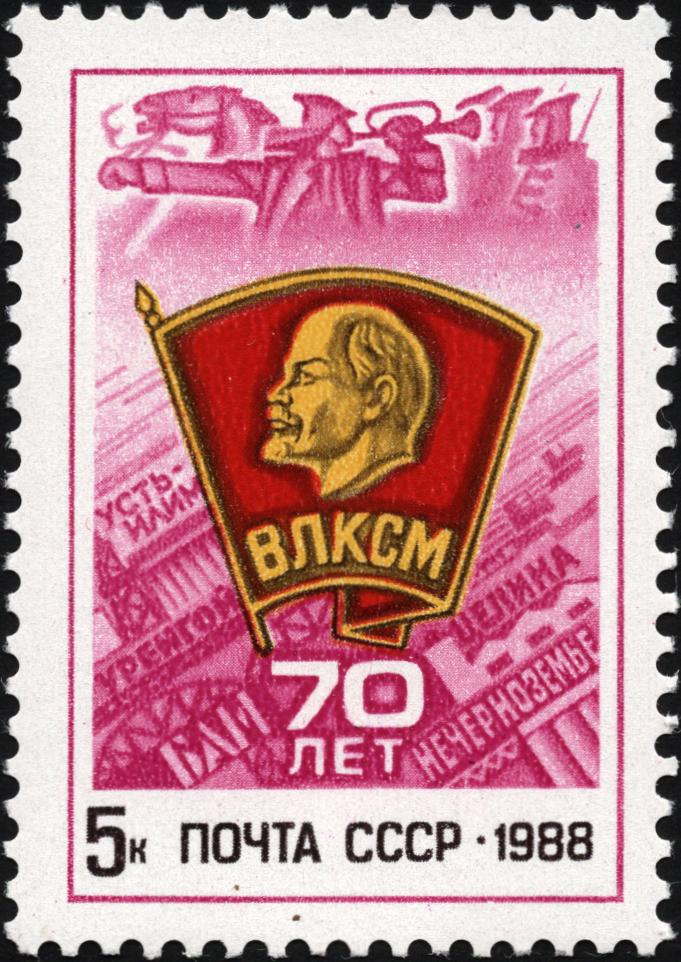
Briefmarkenausgabe anlässlich des 70-jährigen Bestehens des Komsomol (UdSSR 1988)
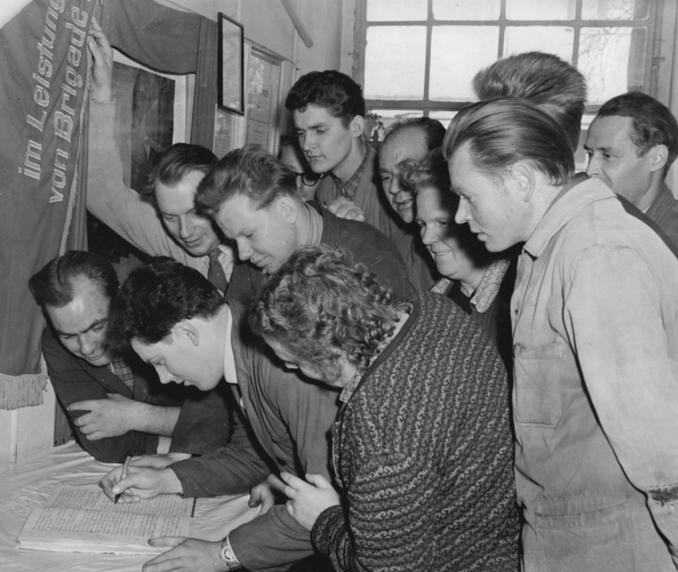
Brigade „Komsomol“ schreibt an den Staatsrat, 9. November 1960